# Orestes Brownson
Orestes Augustus Brownson (Ithaca, 18 marzo 1828 – Rockdale, 28 marzo 1892) è stato un editore, educatore e giornalista statunitense.
Fu direttore della First Ward School di Dubuque dal 1863 al 1878. È però noto principalmente come fondatore ed editore della rivista di scacchi Dubuque Chess Journal, ben nota all'epoca come una delle migliori degli Stati Uniti. Ne furono pubblicati 160 numeri, il primo in agosto 1870 e l'ultimo in giugno 1892. La rivista dava ampio spazio ai problemi di scacchi, dei quali Brownson era appassionato. Vi furono pubblicati per la prima volta molti problemi di compositori americani.
Nel 1872 Brownson scrisse The Book of the Second American Chess Congress Held at Cleveland, Ohio, un libro sul secondo congresso di scacchi americano di Cleveland, considerato il secondo Campionato degli Stati Uniti, vinto da George Mackenzie. 
Nel 1878 pubblicò il libro Carpenter's Chess Problems, una raccolta di 200 problemi di George Edward Carpenter. 